# Un si bel inconnu

Un si bel inconnu (titre original Seduced by Lies) est un téléfilm américano-canadien réalisé par George Erschbamer, diffusé en 2010.

## Fiche technique
- Titre original : Seduced by Lies
- Réalisation : George Erschbamer
- Scénario : Jodi Ticknor et Peter Sullivan
- Photographie : Cliff Hokanson
- Musique : Paul Michael Thomas
- Pays : États-Unis
- Durée : 88 min

## Distribution
- Josie Davis : Laura Colton
- Marc Menard : Brad Sterling
- Lochlyn Munro : Jonathan Lawson
- Bruce Dawson : Charles Colton
- Gerard Plunkett : Jacques
- Chelan Simmons : Tia
- Sarah Edmondson : Ava
- Johannah Newmarch : Catherine Colton
- Peter Bryant : Détective Brooking
- Malcolm Stewart : Richard Lawson